# Bòbila de Bellamar
La Bòbila de Bellamar és una antiga fàbrica de Calafell (Baix Penedès) protegida com a bé cultural d'interès local.

## Descripció
La bòbila de Bellamar és una edificació de planta rectangular amb els extrems semicirculars, l'eix de la qual correspon a l'est-oest. A l'interior hi ha una cambra amb volta de canó que, com un túnel, es desenvolupa al voltant d'un nucli. Als murs exteriors, a excepció de l'extrem oest, hi ha una successió de portes d'arc escarser que comuniquen directament amb l'esmentada cambra. Els murs exteriors són fets, per la seva cara exterior, amb maçoneria unida amb fang (hi ha restes d'un revestiment fet amb calç i sorra fina), a excepció dels arcs de les obertures que són fets amb maons col·locats a sardinell units amb morter i, per la cara interior, amb peces de maó massís col·locats en sec. Amb aquest mètode són construïts la volta i el mur del nucli. A la volta hi ha una successió de tres fileres d'obertures de forma rectangular. A la part inferior del mur del nucli hi ha unes petites obertures d'arc escarser. La coberta de l'edificació és plena d'herbes i matolls.
Actualment, la bòbila només conserva el forn. Es tracta d'un forn Hoffmann, del qual es manté gairebé intacta la cambra de combustió. L'estructura superior, on es trobava la maquinària que introduïa el carbó a la cambra de combustió a través d'unes obertures d'uns 20 cm de diàmetre practicades a la volta d'aquesta, ha totalment desaparegut. Aquesta maquinària consistia en uns dipòsits de ferro verticals, d'uns 30 cm de diàmetre i 80 cm d'alçada, els quals tenien una obertura a la part inferior que es tapava amb una tapadora que s'obria i es tancava deixant caure cada cop una quantitat de carbó que mantenia encès el foc de la cambra de combustió.